# Poterie de Castandet

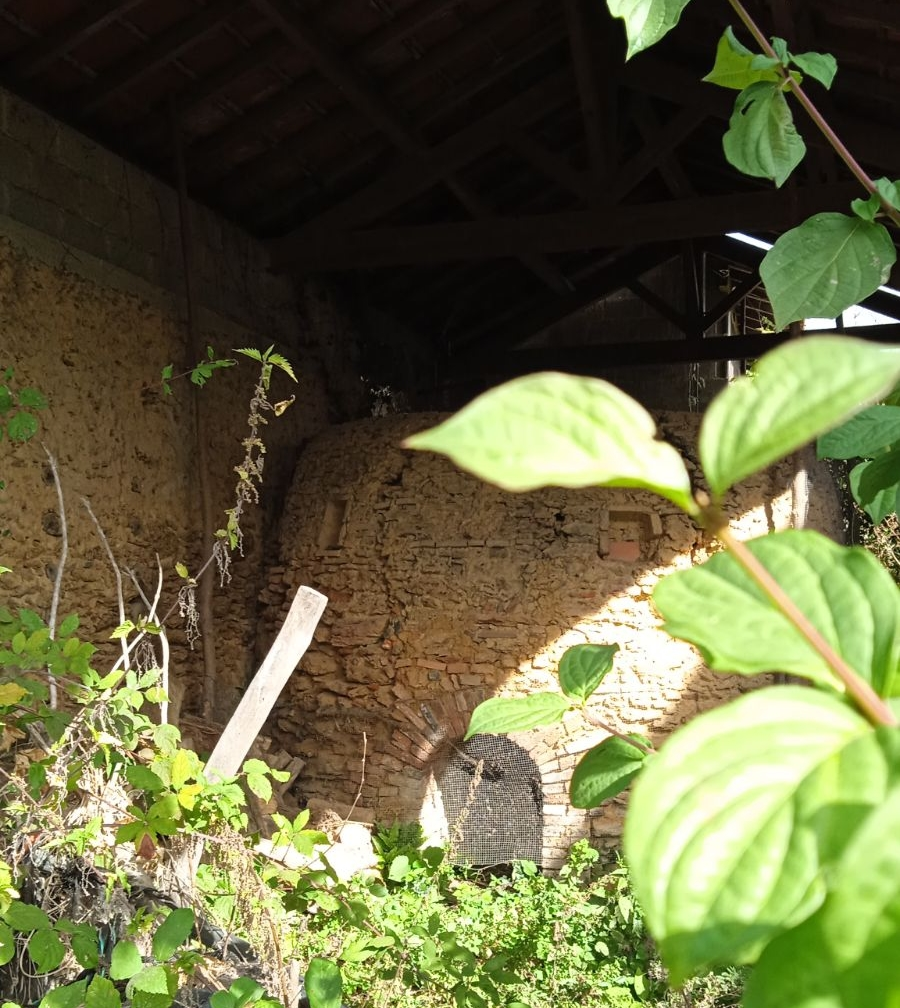
Le four de la poterie Lamothe, bâti au XIXe siècle, au quartier Perron. Seul four encore préservé de Castandet.

La poterie de Castandet est une production céramique à usage essentiellement utilitaire existant dans le village de Castandet, dans les Landes, du XVe siècle au XXe siècle.

## Présentation
Depuis le Moyen Âge, trois hameaux de Castandet, près de Mont-de-Marsan, se consacrent à la poterie afin d'exploiter les argiles et marnes de terres peu propices aux cultures. Contrairement à d'autres sites, le centre potier de Castandet ne se spécialise pas dans la production d'un type d'objet en particulier. Sont fabriqués en terre cuite la vaisselle et les ustensiles destinés à la préparation, la cuisson ou la conservation des aliments ou de l'eau, des articles de maison nécessaires à l'hygiène ou l'éclairage et des outils pour le travail agricole ou artisanal. Cette proto-industrie englobant toute une communauté occupe les paysans une partie de l'année, le reste étant dédié aux travaux des champs ou de la vigne — certains parviennent à vivre exclusivement de la poterie.
L'apogée commercial de la poterie de Castandet a lieu au XVIIIe siècle, avec une soixantaine d'ateliers. Ces productions sont vendues sur les marchés et foires de toutes les Landes et au-delà ; leur utilisation est attestée dans une large part de la Gascogne. La concurrence de la faïence puis d'autres productions régionales moins chères affecte ensuite l'activité du village. La situation sociale des potiers se dégrade au XIXe siècle. L'émergence des nouvelles matières métalliques ou plastiques a raison de la céramique utilitaire. Les potiers subsistent en fabriquant les pots de résine pour le gemmage et des œuvres artistiques, jusqu'au milieu du XXe siècle, marquant le déclin total du centre de Castandet. Après un temps d'oubli, l'histoire de cet artisanat local est redécouverte et étudiée à partir des années 1980. Un musée est inauguré en septembre 2024.

#### Sur Castandet et sa poterie
- Jean Pémartin, « La poterie de Castandet », Bulletin de la société de Borda, Dax,‎ 1987, p. 209-221.
- Castandet, un village de potiers (brochure), Castandet, Les Amis du Patrimoine Castandétois, 1996.
- Aurélie Mercé, Castandet et sa production potière (XVIIe – XIXe siècle) (inventaire d'archives), Toulouse, université de Toulouse-II-Le Mirail, 2002, 40 p..
- Alain Costes (dir.), Christian Belot, Liliane Deschamps, Nicole Gourdon-Platel, Claudine Mimbielle et al. (préf. Jean Chapelot), Toupiès et toupins, potiers et poteries, XVe – XXe siècle : Castandet, un centre potier landais, Mont-de-Marsan, Groupe de recherche en ethnographie et céramologie en Aquitaine et Midi toulousain (GRECAM), coll. « Documents de La Grésale » (no 1), 2012, 333 p. (ISBN 9782954122601).
- Guy Duclos, Jeanne-Marie Fritz et Jean-Marie Graff, Castandet, mémoire d'un village landais des origines à nos jours, GRECAM, 2012 (présentation en ligne).
- Signatures landaises, dossier pédagogique (livret de l'enseignant, exposition du 15 janvier au 13 octobre 2013), Samadet, musée de la Faïence et des Arts de la table, 2013, 25 p. (présentation en ligne, lire en ligne).

#### Sur la poterie des Landes et alentours
- La Poterie landaise d'hier et d'aujourd'hui (catalogue d'exposition, 4 février au 30 avril 1983), Mont-de-Marsan, archives départementales des Landes, 1983, 17 p. (BNF 34712222).
- Claire Hanusse, Potiers et tuiliers des Landes (inventaire des sites de productions du XIXe au XXe siècle), cellule du patrimoine industriel, ministère de la Culture, 1988.
- Catherine Ballarin et Gérard Louise (dir.), La céramique de l'espace landais au Moyen-Âge et à l'époque moderne (mémoire de DEA d'histoire), Bordeaux, université Michel-de-Montaigne-Bordeaux-III, 1998, 89 et 33 p. (SUDOC 201196557).
- Alain Costes, Approches de la poterie du Midi toulousain et de la Gascogne (XVIe – XXe siècle) (mémoire universitaire), La Grésale hors-série no 1, GRECAM, 1998 (ISSN 1969-2935).

#### Généralités
- Daniel Rhodes (en), La poterie : terres et glaçures, Dessain et Tolra, 1974, 236 p. (ISBN 9782249270178).
- Alain Bavoux, Potiers et poteries : témoignage photographique de la carte postale, Corlet, 1983, 100 p. (EAN 9782854800524).
- Jean Cuisenier, L'art populaire en France, Arthaud, 1987, 362 p. (ISBN 2700305639).
- Hélène Balfet, Marie-France Fauvet-Berthelot et Susana Monzon, Lexique et typologie des poteries, Cahors, Presses du CNRS, coll. « CNRS plus », 1989, 146 p. (ISBN 2876820269).
- Odette Chapelot et Jean Chapelot, « L'artisanat de la poterie et de la terre cuite architecturale : un moyen de connaissance des sociétés rurales du Moyen Âge », dans L'artisan au village : dans l'Europe médiévale et moderne, Toulouse, Presses universitaires du Midi, coll. « Flaran », 2000, 336 p. (ISBN 2858165351, lire en ligne), p. 87-147.
- Nicole Blondel, Céramique, vocabulaire technique, Paris, éditions du patrimoine / MoNum, 2001, 429 p. (ISBN 2858226571).
- Dominique Allios, Le vilain et son pot, céramiques et vie quotidienne au Moyen Âge, Presses universitaires de Rennes, coll. « Archéologie et culture », 2004, 189 p. (ISBN 2868479316).